# Nabeul
Nabeul (in arabo نابل‎?, , /nɛːbɪl/) è una città costiera della Tunisia nordorientale ed è capoluogo del governatorato omonimo. Si trova nei pressi della penisola di Capo Bon. 
Città dinamica ed in continua espansione, è dotata dei più disparati servizi, sede di complessi alberghieri di fama internazionale, bar, caffè e spiagge che contribuiscono a renderla una meta turistica molto appetibile assieme alla confinante Hammamet.

## Etimologia
L'etimologia del nome «Nabeul» deriva dal termine greco Neapolis (Νεάπολις) che significa «città nuova», mentre la sua radice fa riferimento all'arrivo di nuovi coloni, dunque ad una epoikia. In realtà fu un vero e proprio tratto distintivo dell'epoca greca. La città assorbiva nuove componenti e ogni volta rinasceva come Neapolis, la "Città Nuova" appunto: dopo la sua rifondazione. La città in italiano è anche nota come Napoli.

## Storia

### Da Neapolis ai Normanni
La città ha origini molto antiche; nella zona sud della città si trovano infatti le rovine dell'antica città di Neapolis, fondata circa 2.400 anni fa, della quale fa riferimento anche lo storico Tucidide nei propri scritti, con riferimento ad alcuni episodi della Guerra del Peloponneso del 413 a.C.
Tale città passò poi sotto il dominio cartaginese prima e, a partire dal 148 a.C., romano, conquistata dal generale Lucio Calpurnio Pisone Cesonino.
Nel corso della dominazione romana il centro passò in secondo piano, finendo, dopo il 476, prima sotto il dominio vandalo e poi sotto quello dei bizantini, che la distrussero con il sopraggiungere degli arabi.
L'esercito musulmano, comandato da Abu al-Mouhajer, arrivò dalla penisola arabica alla conquista del Capo Bon nel 674. Gli arabi nel corso della loro dominazione eressero lo Ksar di Nabeul nel IX secolo. Durante l'inizio del XII secolo la zona fu soggetta all'aggressione da parte dei Normanni, e nel 1148 Ruggero II di Sicilia occupò la città dopo aver conquistato la postazione militare di Hammamet.

### Dal XVIII secolo all'indipendenza della Tunisia
Nei secoli successivi la città seguì le vicende della regione fino ad assumere la struttura definitiva a partire dal XVIII secolo.
Nel 1881, con il trattato del Bardo, entrò a far parte, come tutta la Tunisia, del protettorato francese e divenne capoluogo dell'omonima regione, salvo poi fondersi, nel 1885 con la regione di Grombalia, ove fu trasferito il nuovo capoluogo. Durante questo periodo il centro si sviluppa ulteriormente, anche grazie alla sempre maggior considerazione come meta di turismo da parte dei residenti europei: in questo periodo infatti si sviluppa la rete stradale, quella rete ferroviaria, i servizi di illuminazione e di acqua corrente nonché il sistema fognario.
Lo sviluppo continuò inesorabilmente sino all'indipendenza della Tunisia nel 1956 ed anche successivamente, grazie al sempre maggiore ruolo del turismo internazionale.

## Economia
L'economia della regione ruota principalmente intorno al turismo, con la stragrande maggioranza degli alberghi della città situata sul lungomare.
Importante attrazione della città è il sito romano di Neapolis, che si trova a due chilometri dal centro, e l'annesso museo archeologico, che offre collezioni di oggetti in ceramica e statue di origine punica risalenti al VII secolo a.C., oltre ad un'importante collezione di mosaici romani proveniente dai siti della regione di Cap Bon.
Il mercato settimanale al venerdì mattina attrae molti turisti e residenti di tutto il Cap Bon. 
Nabeul è anche nota per il suo artigianato e per la sua produzione agricola: ulivi, arance ed, in particolare, peperoncini, utilizzati, tramite il processo di essiccatura, per la produzione del harissa. Alla produzione artigianale nelle locali officine, la cui professione è tramandata di padre in figlio, si è aggiunta quella industriale, rivolta principalmente al mercato estero, che ha contribuito alla creazione di un'importantissima zona industriale. Nabeul è conosciuta in Tunisia e all'estero per l'estrema qualità nella produzione e lavorazione della ceramica, in particolare per i suoi piatti dipinti e la terracotta.
Rilevante anche la produzione tessile, di tappeti, dolci tipici e distillati (acqua di rose, acqua di fiori d'arancio, distillato di menta). 
L'economia è molto fiorente, facendo di Nabeul uno dei centri più vivaci del Cap Bon e del Sahel in generale. La città infatti, di 60.000 abitanti circa, sviluppa la sua fortuna sull'agricoltura (ulivi e, in particolare arance), la pesca, l'industria (mattoni, bitume e soprattutto ceramiche, apprezzate in tutto il mondo) e turismo che stanno rendendo Nabeul, capoluogo del governatorato, una continuazione naturale di Hammamet, grazie al mare cristallino poco toccato dalle imbarcazioni, data la relativa distanza dai porti più vicini di Beni Khair e Hammamet.
Nabeul, città dotata dei più disparati servizi che la rendono una città in costante evoluzione, è infatti dotata di complessi alberghieri di fama internazionale, oltre che di apart hotel gestiti da operatori locali, i quali hanno iniziato ad accogliere negli ultimi anni anche i turisti europei che prediligono l'accompagnamento verso i luoghi più suggestivi e poco conosciuti della Tunisia.

## Amministrazione

### Gemellaggi
- Agrigento, dal 2011